# Club Natació Kallípolis
El Club Natació Kallípolis és un club de natació sincronitzada de Barcelona, fundat l'any 1968, el més destacat de l'estat espanyol en aquesta disciplina. Té la seu a les instal·lacions del Centre Esportiu Municipal Can Caralleu. El 1985 l'Àrea d'Esports de l'Ajuntament de Barcelona cedí al club la gestió de la piscina coberta, fins que el 2002 passà a ser gestionada per una entitat privada. El 2011 tenia uns 700 socis. L'any 2014 fou guardonat amb el premi Dona i Esport en la modalitat de club esportiu.

## Història
Nasqué gràcies a l'impuls de Cèsar Villegas Sanvicens i l'equip de natació sincronitzada del desaparegut Club Drink, i fou constituït amb les seccions de natació, natació sincronitzada, waterpolo i salts. L'any 1973 se centrà en la natació sincronitzada i suprimí la resta de seccions, tot i que posteriorment creà la de salvament. Des del 1968 domina, des de categoria aleví fins a sènior, totes les modalitats de natació sincronitzada: solo, duo, combo i equips. En categoria sènior, ha guanyat el 80% de les medalles d'or en joc de les competicions estatals, dominant àmpliament en els campionats d'Espanya per equips.
Organitzà diverses edicions del Campionat d'Espanya d'estiu (1976, 1979, 1980, 1994, 1998, 2003) i d'hivern (1978, 1987, 1989-92, 1994, 1996, 1997, 1998). Organitza cursos de natació sincronitzada, estades de competició i exhibicions, com el Festival de Nadal. És el club que més nedadores aporta a la selecció catalana i espanyola. La primera vegada fou l'any 1973, i des de llavors han participat en Jocs Olímpics, Campionats del Món i d'Europa. La secció de salvament i socorrisme participa en competicions d'àmbit estatal i alguns dels seus membres han participat amb la selecció catalana en competicions internacionals.
Algunes de les seves esportistes més destacades són Gemma Mengual, Andrea Fuentes, Anna Tarrés, María José Bilbao, Laura Amorós, Mònica Antich, Tina Fuentes, Gisela Morón, Ona Carbonell o Paula Klamburg.